# Aaron Wiggins
Aaron Daniel Wiggins (Greensboro, 2 gennaio 1999) è un cestista statunitense, professionista nella NBA con gli Oklahoma City Thunder.

## Carriera
Dopo aver trascorso tre stagioni con i Maryland Terrapins, nel 2021 si dichiara eleggibile per il Draft NBA, venendo chiamato con la cinquantacinquesima scelta assoluta dagli Oklahoma City Thunder.

## Statistiche

### NCAA
| Anno      | Squadra            | PG | PT | MP   | TC%  | 3P%  | TL%  | RP  | AP  | PRP | SP  | PP   |
| --------- | ------------------ | -- | -- | ---- | ---- | ---- | ---- | --- | --- | --- | --- | ---- |
| 2018-2019 | Maryland Terrapins | 34 | 4  | 23,6 | 38,5 | 41,3 | 86,7 | 3,3 | 0,8 | 0,8 | 0,2 | 8,3  |
| 2019-2020 | Maryland Terrapins | 31 | 16 | 28,6 | 37,7 | 31,7 | 71,7 | 4,9 | 1,4 | 0,8 | 0,4 | 10,4 |
| 2020-2021 | Maryland Terrapins | 31 | 30 | 33,0 | 44,6 | 35,6 | 77,2 | 5,8 | 2,5 | 1,1 | 0,5 | 14,5 |
| Carriera  | Carriera           | 96 | 50 | 28,2 | 40,7 | 36,1 | 76,9 | 4,6 | 1,6 | 0,9 | 0,4 | 11,0 |

#### Massimi in carriera
- Massimo di punti: 27 vs Alabama (22 marzo 2021)[3]
- Massimo di rimbalzi: 13 vs Rhode Island (9 novembre 2019)
- Massimo di assist: 6 (4 volte)
- Massimo di palle rubate: 5 vs Delaware (6 novembre 2018)
- Massimo di stoppate: 3 (3 volte)
- Massimo di minuti giocati: 39 (2 volte)

### NBA

#### Regular Season
| Anno       | Squadra          | PG  | PT | MP   | TC%  | 3P%  | TL%  | RP  | AP  | PRP | SP  | PP   |
| ---------- | ---------------- | --- | -- | ---- | ---- | ---- | ---- | --- | --- | --- | --- | ---- |
| 2021-2022  | Oklahoma Thunder | 50  | 35 | 24,2 | 46,3 | 30,4 | 72,9 | 3,6 | 1,4 | 0,6 | 0,2 | 8,3  |
| 2022-2023  | Oklahoma Thunder | 70  | 14 | 18,5 | 51,2 | 39,3 | 83,1 | 3,0 | 1,1 | 0,6 | 0,2 | 6,8  |
| 2023-2024  | Oklahoma Thunder | 78  | 4  | 15,7 | 56,2 | 49,2 | 78,9 | 2,4 | 1,1 | 0,7 | 0,2 | 6,9  |
| 2024-2025† | Oklahoma Thunder | 76  | 26 | 22,9 | 48,8 | 38,3 | 83,1 | 3,9 | 1,8 | 0,8 | 0,2 | 12,0 |
| Carriera   | Carriera         | 274 | 79 | 20,0 | 50,4 | 38,9 | 79,4 | 3,2 | 1,3 | 0,7 | 0,2 | 8,6  |

#### Playoffs
| Anno     | Squadra          | PG | PT | MP   | TC%  | 3P%  | TL%  | RP  | AP  | PRP | SP  | PP  |
| -------- | ---------------- | -- | -- | ---- | ---- | ---- | ---- | --- | --- | --- | --- | --- |
| 2024     | Oklahoma Thunder | 10 | 0  | 15,7 | 48,9 | 30,0 | 90,9 | 3,2 | 1,0 | 0,6 | 0,3 | 6,2 |
| 2025†    | Oklahoma Thunder | 22 | 0  | 13,8 | 39,5 | 36,2 | 76,5 | 2,3 | 0,9 | 0,5 | 0,3 | 6,0 |
| Carriera | Carriera         | 32 | 0  | 14,4 | 42,2 | 34,8 | 82,1 | 2,6 | 0,9 | 0,5 | 0,3 | 6,1 |

#### Massimi in carriera
- Massimo di punti: 41 vs Sacramento Kings (2 febbraio 2025)
- Massimo di rimbalzi: 14 vs Sacramento Kings (2 febbraio 2025)
- Massimo di assist: 7 vs Toronto Raptors (11 novembre 2022)
- Massimo di palle rubate: 3 (4 volte)
- Massimo di stoppate: 2 (2 volte)
- Massimo di minuti giocati: 40 vs Portland Trail Blazers (28 marzo 2022)

### G League
| Anno      | Squadra       | PG | PT | MP   | TC%  | 3P%  | TL%  | RP  | AP  | PRP | SP  | PP   |
| --------- | ------------- | -- | -- | ---- | ---- | ---- | ---- | --- | --- | --- | --- | ---- |
| 2021-2022 | Oklahoma Blue | 6  | 3  | 26,3 | 59,6 | 36,4 | 100  | 5,7 | 2,5 | 1,3 | 0,3 | 12,2 |
| 2022-2023 | Oklahoma Blue | 1  | 1  | 31,4 | 40,0 | 20,0 | 50,0 | 6,0 | 7,0 | 1,0 | 2,0 | 14,0 |
| Carriera  | Carriera      | 7  | 4  | 27,0 | 54,8 | 31,3 | 88,9 | 5,7 | 3,1 | 1,3 | 0,6 | 12,4 |

## Palmarès
- Campionato NBA: 1

Oklahoma City Thunder: 2025